# Amatrice
Amatrice (anche con l'articolo: l'Amatrice; L'Amatrici in dialetto sabino) è un comune italiano di 2 161 abitanti della provincia di Rieti nel Lazio.
Appartenuto in epoca antica al territorio della Sabina, poi al Ducato di Spoleto e dalla metà del medioevo in poi all'Abruzzo sotto i regni di Sicilia, di Napoli, delle Due Sicilie e d'Italia, restando inclusa di volta in volta nel Giustizierato d'Abruzzo (1265-1273), nell'Abruzzo Ulteriore (1273-1806), nell'Abruzzo Ulteriore II (1806-1860) e nella provincia dell'Aquila (1860-1927), dal 1806 al 1926 fu parte del distretto e poi del circondario di Cittaducale. Sede del polo agroalimentare del parco nazionale del Gran Sasso e Monti della Laga, fa parte della comunità montana del Velino e dal 2015 del club dei borghi più belli d'Italia.
Situata in un'area altamente sismica, è stata più volte devastata dai terremoti, l'ultimo dei quali nel 2016 ne ha completamente distrutto la parte antica e che ancora oggi presenta i segni evidenti della devastazione.

## Geografia fisica

### Territorio

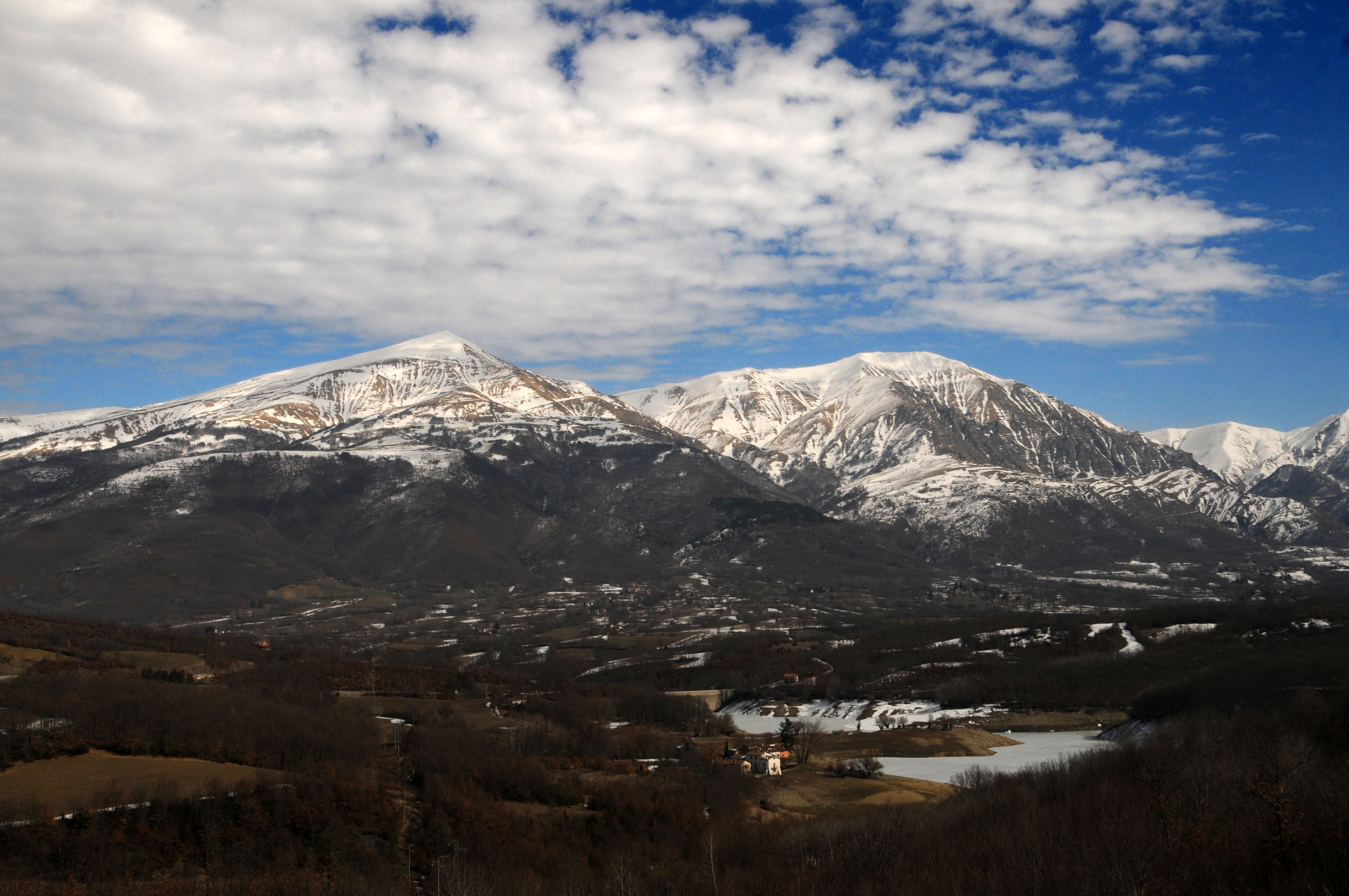
Panorama della conca di Amatrice vista dalla diga di Scanderello

Amatrice è situata al centro di una conca verdeggiante, incastonata a sua volta in un'area al confine tra quattro regioni italiane: Lazio, Umbria, Marche e Abruzzo, in una zona strategica di passaggio tra versante adriatico e quello tirrenico, nell'alto bacino idrografico del fiume Tronto.
Il suo territorio si articola in un altopiano centrale con un'altitudine compresa tra i 900 e i 1 000 metri, ospitante il lago di Scandarello, un bacino artificiale ottenuto mediante lo sbarramento del rio Scandarello nel 1924, e circondato da rilievi che sul lato orientale superano i 2 400 metri, in corrispondenza della dorsale principale dei Monti della Laga, e sul lato occidentale raggiungono i 1900 m con il Monte Pozzoni. Nel comune di Amatrice è inclusa la cima del Monte Gorzano (2458 m), la vetta più alta del Lazio, mentre sulla stessa linea spartiacque si ergono anche le cime di Pizzo di Moscio, Cima Lepri e Pizzo di Sevo tutte sopra i 2400 m di quota.

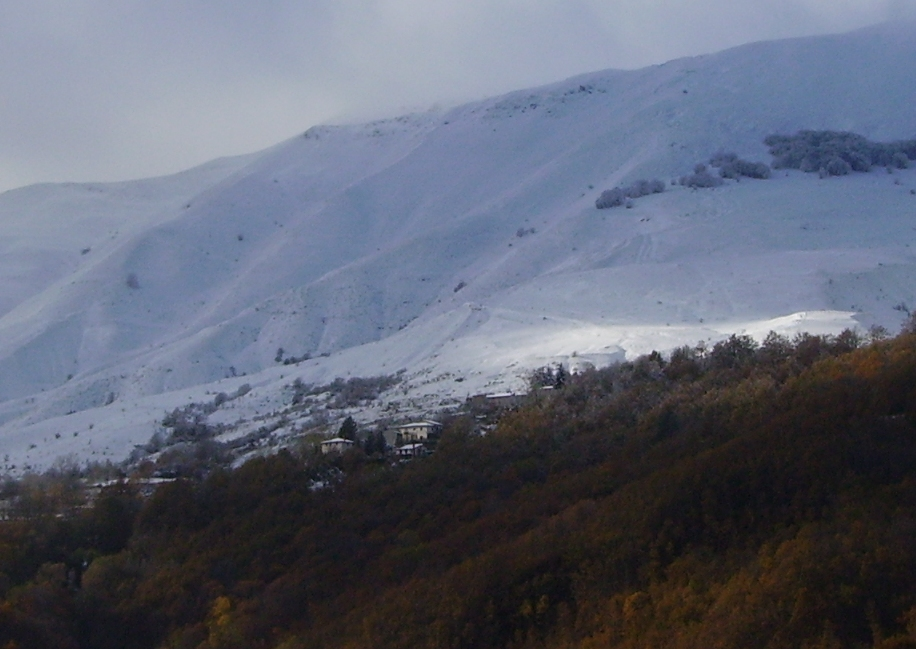
Costone innevato del monte Prato

A differenza di diversi altri gruppi appenninici, la catena della Laga non è costituita di calcari, bensì di rocce poco permeabili, quali arenarie e marne, meglio note come molasse che rendono molto limitata l'infiltrazione delle acque piovane nel sottosuolo. Ciò permette l'esistenza di un gran numero di sorgenti perenni, distribuite sin quasi sulle vette, che alimentano la circolazione superficiale. Questo territorio, quindi, a differenza delle altre montagne dell'Appennino centrale, si presenta verdeggiante e ricco d'acqua durante tutto l'anno.
Salendo dalla conca verso le cime, si abbandonano i coltivi e i boschi prevalentemente formati di cerro, castagno e pioppo, per entrare poi nelle caratteristiche faggete di montagna. Il bosco si spinge così sino a circa 1 800 metri di quota, per lasciare quindi lo spazio alla prateria d'altitudine che, all'inizio dell'estate, subisce l'effetto del fenomeno della fioritura. In questo contesto assumono particolare rilievo i numerosi fossi che scendono verso valle con un continuo susseguirsi di salti di roccia. Questi, nella fascia d'altitudine compresa tra 1 300 metri e 1 600 metri di altitudine, formano cascate con importanti dislivelli anche di 70-80 metri che, danno spettacolo sia in primavera per via dell'abbondante portata d'acqua dovuta al disgelo, sia i in inverno per la massa di ghiaccio che le riveste.
Dal 1991 il territorio amatriciano è incluso nel parco nazionale del Gran Sasso e Monti della Laga cui la cittadina ha dedicato un parco in miniatura avente finalità turistico-educativa che mostra il territorio riprodotto plasticamente secondo la sua planimetria e altimetria in 3D.

### Clima
- Classificazione climatica: zona F, 3048 GR/G

## Storia

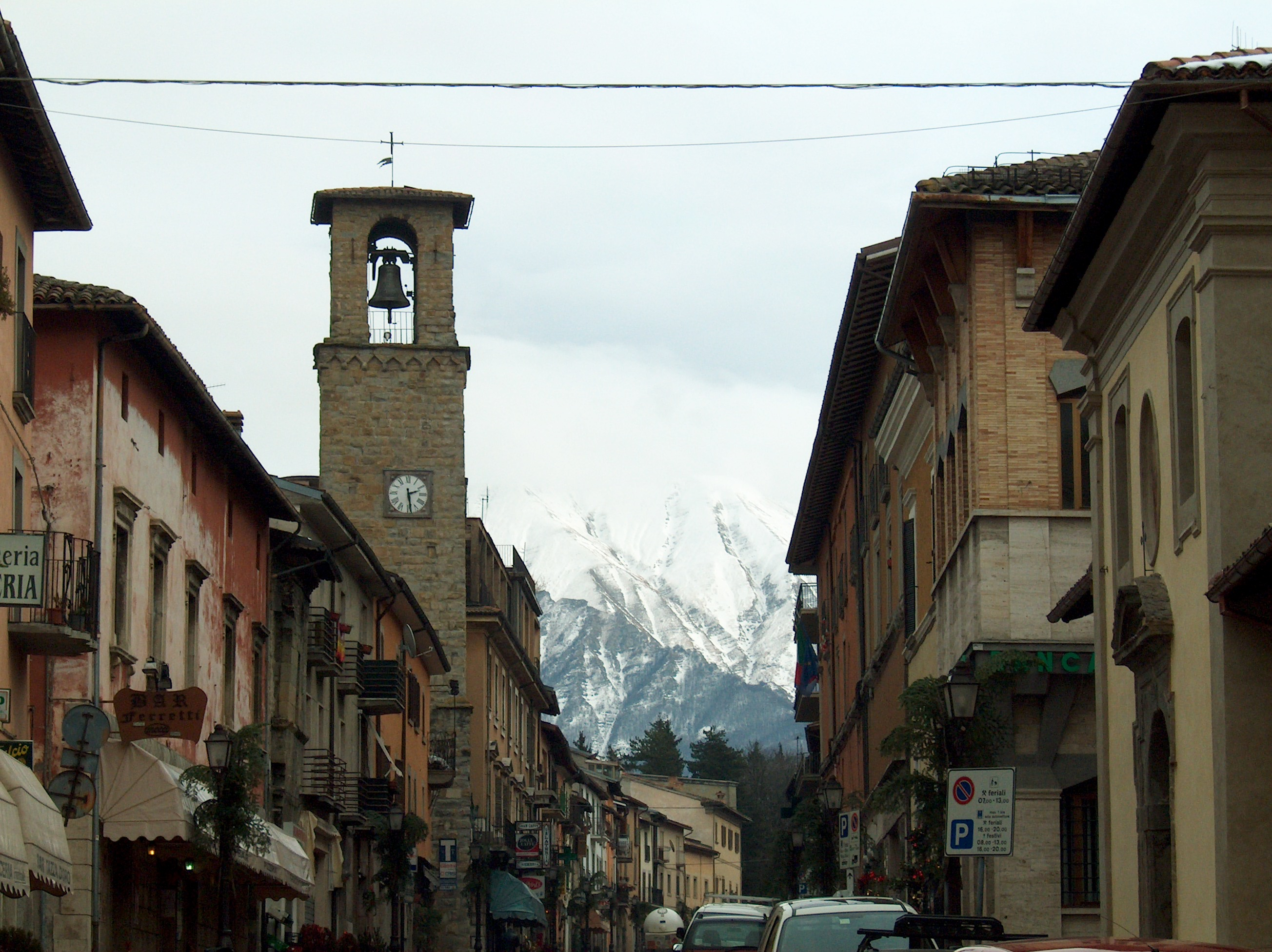
Il corso principale di Amatrice nel 2003

Reperti archeologici dimostrano che la conca d'Amatrice fu abitata dall'uomo sin dall'età preistorica. La vicinanza al tracciato dell'antica via Salaria favorì lo sviluppo di insediamenti nel territorio amatriciano già in epoca preromana. All'epoca romana risalgono i resti di edifici e tombe rinvenute in diverse zone del territorio, noto per gli scrittori romani come Summa Villarum, termine con il quale si identificava per esteso tutta l'area attualmente occupata dal comune di Amatrice. Nel 568 i Longobardi invasero l'Italia e costituirono il Ducato di Spoleto suddividendolo in Comitati e Gastaldati e il territorio dell'odierna Amatrice passò sotto il Comitato di Ascoli.
Nel Regesto di Farfa sono ricordati, per il periodo che va dalla metà dell'VIII secolo agli inizi del XII, i nomi di molte località e villaggi dell'attuale comune e, tra essi, nel 1012, anche quello di Matrice, ricordato ancora nel 1037 nel diploma con cui l'imperatore Corrado II conferma al vescovo di Ascoli i suoi possedimenti. In realtà il nome di Matrice compare in età ancora anteriore, durante la metà del X secolo nel 940, in un documento della chiesa teramana come confine in una concessione di beni, confermando già in quel periodo come la località fosse già punto di riferimento e di preminenza rispetto alle altre ville del territorio summatino.
Passata per un breve periodo durante il secolo XIII sotto il dominio di Norcia insieme al resto delle terre Summatine e da questa restituita al vescovo di Ascoli intorno al 1255, contribuì all'edificazione della rocca di Arquata per difendere Ascoli dalle mire espansionistiche degli Svevi sotto il cui dominio cadde intorno al 1265, al tempo del re Manfredi di Sicilia, entrando a far parte del Regno di Sicilia e, in seguito, del Regno di Napoli (Giustizierato d'Abruzzo, poi Abruzzo Ulteriore). La città non volle sottostare al dominio angioino e anzi, più volte, si ribellò apertamente, aspirando all'indipendenza e parteggiando per la parte ascolana. Nel 1271 e nel 1274 Carlo I d'Angiò inviò degli eserciti per debellare la resistenza degli amatriciani e ridurre la città all'obbedienza. Contemporaneamente si assiste alla scomparsa dei baroni e alla formazione, con a capo Amatrice, dell'Universitas, cioè del comune in territorio liberamente organizzato, relativamente autonomo dal potere centrale, che si governa tramite un parlamento. In questo periodo Amatrice assomma sotto la sua giurisdizione tutti i castelli appartenenti al comitato di Rieti, sulla sinistra del Tronto, e quelli del territorio sommatino: L'influenza della città si estende su un territorio che va da Campotosto sino ai confini di Cittareale, ma anche su molti castelli e villaggi sul versante teramano. Amatrice partecipò alle crociate e da questo trarrebbe origine la croce che brilla sullo stemma comunale.
Nei secoli XIV e XV Amatrice è in continua lotta con le città e i castelli circostanti, per questioni di confine e di prestigio. Sono rimasti famosi i conflitti con Norcia, Arquata e L'Aquila. Tradizionale alleata di Amatrice fu la città di Ascoli. Gli amatriciani presero parte, a fianco delle milizie comandate da Andrea Fortebraccio, conte di Montone, al lungo assedio dell'Aquila e alla battaglia finale del giugno 1424, che segnò la sconfitta di Braccio morto sul campo. Amatrice, durante i conflitti tra angioini e aragonesi per il possesso del Regno di Napoli, sostenne tenacemente i secondi, anche durante la guerra. Il sovrano aragonese Ferdinando, sedata la rivolta dei Baroni nel 1485, nell'anno seguente ricompensò Amatrice, concedendole il privilegio di battere moneta con il motto Fidelis Amatrix. Tuttavia nel febbraio 1529, dopo un'eroica resistenza, venne riconquistata e messa a ferro e fuoco da Filiberto di Chalon, generale di Carlo V. Per punire la ribellione, Carlo V nel 1538 diede lo Stato di Amatrice in feudo ad un suo capitano, Alessandro Vitelli. Amatrice veniva così a perdere il suo stato di universitas demaniale durata oltre due secoli.
Successivamente Amatrice, tra il 1582 e il 1692, per matrimonio di Beatrice Vitelli nipote di Alessandro, visse sotto il dominio degli Orsini di Mentana del ramo di Bracciano, nel 1693 dopo la morte di Alessandro, primo e ultimo principe Orsini di Amatrice, riconosciuto reo dell'uxoricidio, avvenuto nel 1648 in Amatrice, della moglie Anna Maria figlia di Gaspare Caffarelli duca di Assergi, scontandone una trentennale prigionia in Castel Sant'Angelo a Roma, fu acquisita come feudo nuovo, contro le pretese degli Orsini di Gravina, per 28 000 ducati da Vittoria Montefeltro della Rovere, nipote di Livia Della Rovere e pronipote di Isabella Vitelli sorella di Beatrice e vedova del granduca Ferdinando II de' Medici di Firenze, che la conservarono fino al 1737.
Nel 1735 Carlo di Borbone nuovo re di Napoli, come erede di Elisabetta Farnese, rinunciò alla sovranità sul ducato di Parma e Piacenza e sul Granducato di Toscana, trattenendo tutti gli altri beni che appartenevano alle case Farnese e Medici che andarono a costituire gli Stati mediceo farnesiani di Abruzzo come patrimonio personale del sovrano, tra i quali era compresa anche Amatrice, che nel 1759 passarono in eredità a suo figlio Ferdinando.
Nel 1639 Amatrice e le ville summatine furono gravemente danneggiate dal terribile terremoto dei giorni 7, 14 e 17 ottobre (terremoto di Amatrice del 1639). Cadde buona parte del palazzo degli Orsini, come pure la maggior parte delle case e delle chiese. Si stima che morirono più di ottomila persone. Altri terremoti avvennero nel 1672, nel 1703 e nel 1730.
Sul finire del XVIII secolo e per tutto il secolo successivo, il territorio amatriciano, come buona parte dello Stato Pontificio e del Regno di Napoli, fu interessato dal fenomeno del brigantaggio. Il brigantaggio divenne a sfondo politico e sociale e fortemente si ampliò nell'intero aquilano dal 1861 quando avvenne l'annessione del Regno delle Due Sicilie da parte del Regno di Sardegna con a capo Vittorio Emanuele II.
In epoca Napoleonica, con la proclamazione della Repubblica Napoletana (23 gennaio 1799), il generale Championnet con un decreto del 9 febbraio 1799, divise il territorio in 11 Dipartimenti. Amatrice costituiva uno dei 16 Cantoni del Dipartimento della Pescara, con capoluogo L'Aquila. Tornata sotto il Regno di Napoli, fu inclusa nell'Abruzzo Ulteriore II (circondario di Cittaducale).
Nell'ottobre 1826 ci fu una violenta alluvione del fiume Tronto in cui perirono numerosi abitanti di San Lorenzo. Negli ultimi decenni che precedettero l'unità d'Italia, molti amatriciani presero parte attiva ai vari moti rivoluzionari (1814, 1820, 1831, 1848, 1860); tra tutti spicca la figura dell'insigne patriota Pier Silvestro Leopardi. Con l'unità d'Italia Amatrice fu inserita nell'Abruzzo aquilano, e solo nel 1927, con la creazione della provincia di Rieti, la città entrò a far parte del Lazio.

### Terremoti del 2016 e 2017
Il 24 agosto 2016 Amatrice è stata devastata da un terremoto di magnitudo 6.0 della scala Richter, prodottosi alle 3:36 nell'area reatina con epicentro nella vicina Accumoli; proprio Amatrice ha pagato il maggior tributo di vite umane all'evento: sulle 300 vittime totali, 235 sono morte nel suo territorio, che ha visto distrutta la gran parte degli edifici pubblici e privati. Successivamente alla prima scossa delle 3:36, si sono susseguite circa altre 300 scosse, di cui le magnitudo maggiori sono state 5,4 (4:33), 4,5 (13:50).
Il 18 gennaio 2017 una serie di quattro nuove scosse con epicentro nei vicini comuni di Montereale (5,1), Capitignano (5,5) e Pizzoli (5,4 e 5,0) ha colpito il comune, provocando nuovi crolli alle strutture già lesionate dai precedenti sismi e abbattendo quanto rimaneva del campanile della chiesa di Sant'Agostino.

### Simboli
Nello stemma di rosso è raffigurata una croce latina d'argento; con il capo d'Angiò.
Il gonfalone municipale è un drappo partito di rosso e di azzurro.

### Onorificenze
Amatrice è stata insignita della Medaglia d'Oro al merito civile per il riconoscimento per le azioni eroiche compiute nel giugno del 1944.

## Monumenti e luoghi d'interesse

### Centro storico

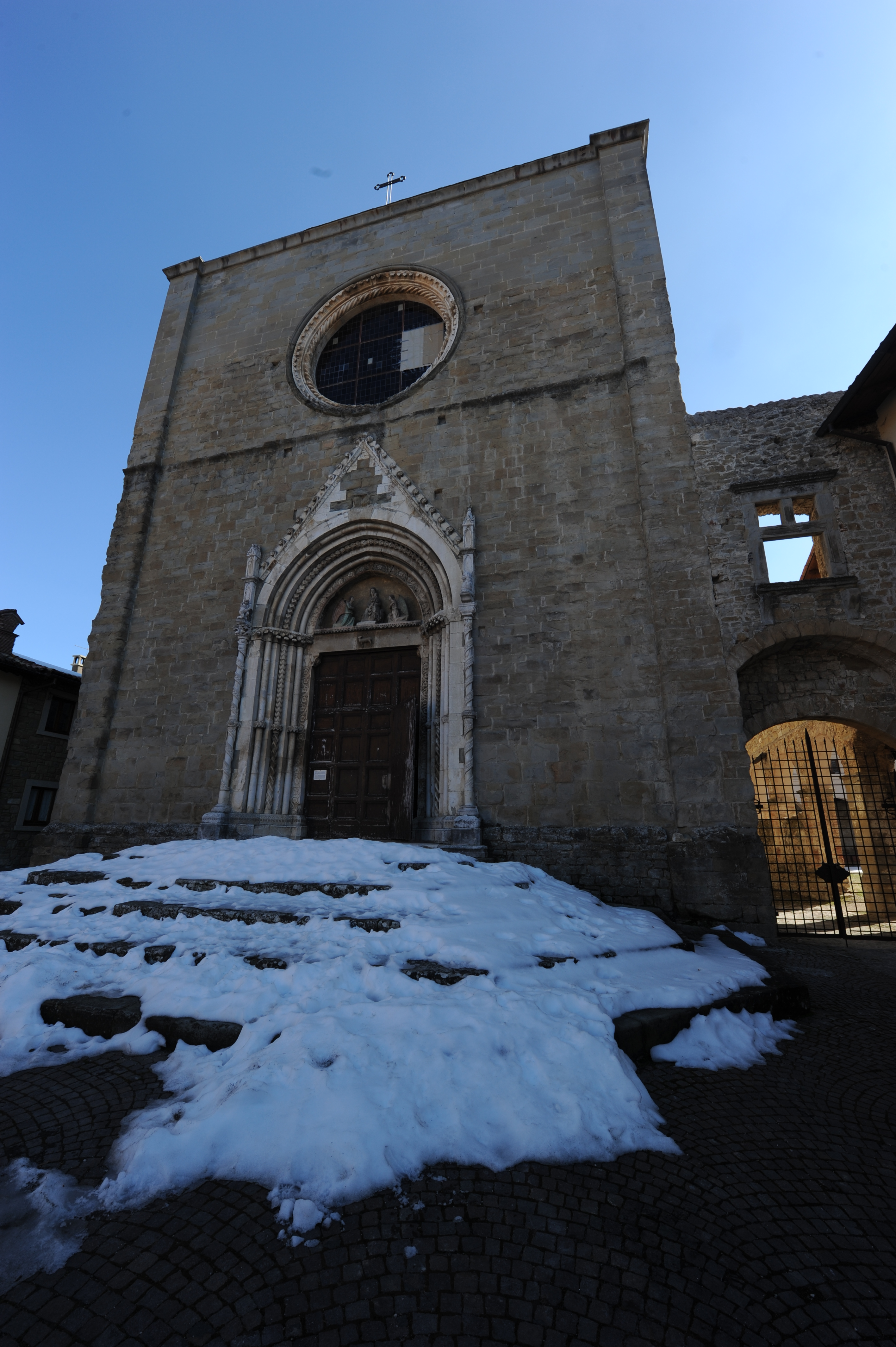
Chiesa di San Francesco

Nel tessuto urbano spiccavano la snella Torre civica risalente al XIII secolo e le severe torri campanarie della chiesa di Sant'Agostino, caratterizzata da un portale tardo gotico e dalla presenza di pregevoli affreschi quali l'Annunciazione e la Madonna con Bambino e Angeli, e della chiesa di Sant'Emidio, risalenti al quattrocento. Degne di nota sono pure la chiesa di San Francesco della seconda metà del Trecento caratterizzata da un portale gotico di marmo e contenente nell'abside affreschi del XV secolo, e quella di Santa Maria di Porta Ferrata.

### Architetture religiose nelle frazioni
- La gotica chiesa di San Martino, che si trova nella frazione di San Martino, conserva una Via Crucis dell'illustratore francese Dubercelle.
- Il santuario dell'Icona Passatora o chiesa di Santa Maria delle Grazie (ovvero, immagine posta sulla strada di passaggio) si trova in località Ferrazza; deve il suo nome all'immagine votiva della Madonna delle Grazie. Contiene numerosi affreschi del tardo Quattrocento e del primissimo Cinquecento realizzati in massima parte dallo stesso artista che ha affrescato la chiesa di Sant'Agostino e dal pittore amatriciano Dionisio Cappelli.
- Il Santuario della Madonna di Filetta, di impianto romanico, che si trova nella frazione di Filetta. La venerata Immagine di Maria Santissima di Filetta, compatrona di Amatrice, è invece custodita nella chiesa di San Francesco.
- Il santuario della Madonna delle Grazie, del XV secolo, nella frazione Varoni. Eretto santuario diocesano, vi si venera l'immagine della Madonna delle Grazie.
- La chiesa di Sant'Antonio, che si trova nella frazione di Cornillo Nuovo.
- Chiesa di Santa Caterina d'Alessandria, cappella che si trova all'interno del convento delle suore benedettine di carità in frazione Scai.
- L'Oratorio di Santa Maria di Loreto, che si trova nella frazione di Rio.

### Aree naturali
- Parco nazionale del Gran Sasso e Monti della Laga.
- Parco in miniatura, un giardino della conoscenza, dove sono riprodotti in scala i monumenti, gli animali e l'intero territorio del parco nazionale.
- Parco naturalistico Oasi di Orie Terme, sito al km 35+500 della Strada Statale 260 Picente, a 5 km da Amatrice.

## Società

### Evoluzione demografica
Abitanti censiti

### Lingue e dialetti
Oltre alla lingua italiana, come in tutto l'ex circondario di Cittaducale e in parte importante del limitrofo ex circondario di Aquila (incluso il perimetro urbano del capoluogo), si parla ad Amatrice un dialetto del gruppo mediano.

### Tradizioni e folclore
Ad Amatrice a marzo si tengono il Palio dei Somari e la Corsa degli Asini; ogni asino prende il nome di un sindaco, secondo una tradizione che rimanda alla cultura popolare; all'ultimo asino che arriva viene assegnato il Campanaccio del Palio. Si assiste anche alla sfilata di 500 figuranti in costume e all'elezione della "Dama delle Dame".

### Istituzioni, enti e associazioni
Ad Amatrice si trova l'ospedale Francesco Grifoni, struttura sanitaria di riferimento per tutta l'area nord-orientale della provincia di Rieti, oltre che per la porzione dell'alta valle del Tronto più vicina al Lazio.

## Cultura

### Istruzione

#### Scuole
Amatrice è sede di un istituto professionale alberghiero fondato nel 1980, che attira studenti da tutta la regione. La struttura è stata resa inagibile dal terremoto dell'Aquila fino al 2015 e poi di nuovo dal terremoto del 2016.
Dopo il terremoto del 2016, il 6 novembre 2019 è stato inaugurato l'istituto omnicomprensivo "Sergio Marchionne" fortemente voluto dal manager scomparso e costruito anche grazie ad una generosa donazione di FCA e Ferrari.

#### Musei
- Museo Civico di arte sacra Nicola Filotesio ospitato nella chiesa di Sant'Emidio e fortemente danneggiato durante il sisma del 2016. Nel 2023 è stata inaugrata la sede provvisoria, dedicata a Floriana Svizzeretto direttrice del museo civico deceduta proprio a causa del sisma 2016. Ospita alcune opere provenienti dalla sede precedente e altre oggetto dei recuperi post sisma[20];
- Museo permanente arte contemporanea ospitato presso la "Ex Scuola Elementare" di Preta;
- Museo delle arti e tradizioni popolari, sito a Configno vicino ad Amatrice;
- Museo diocesano[21].

### Cucina
Amatriciana

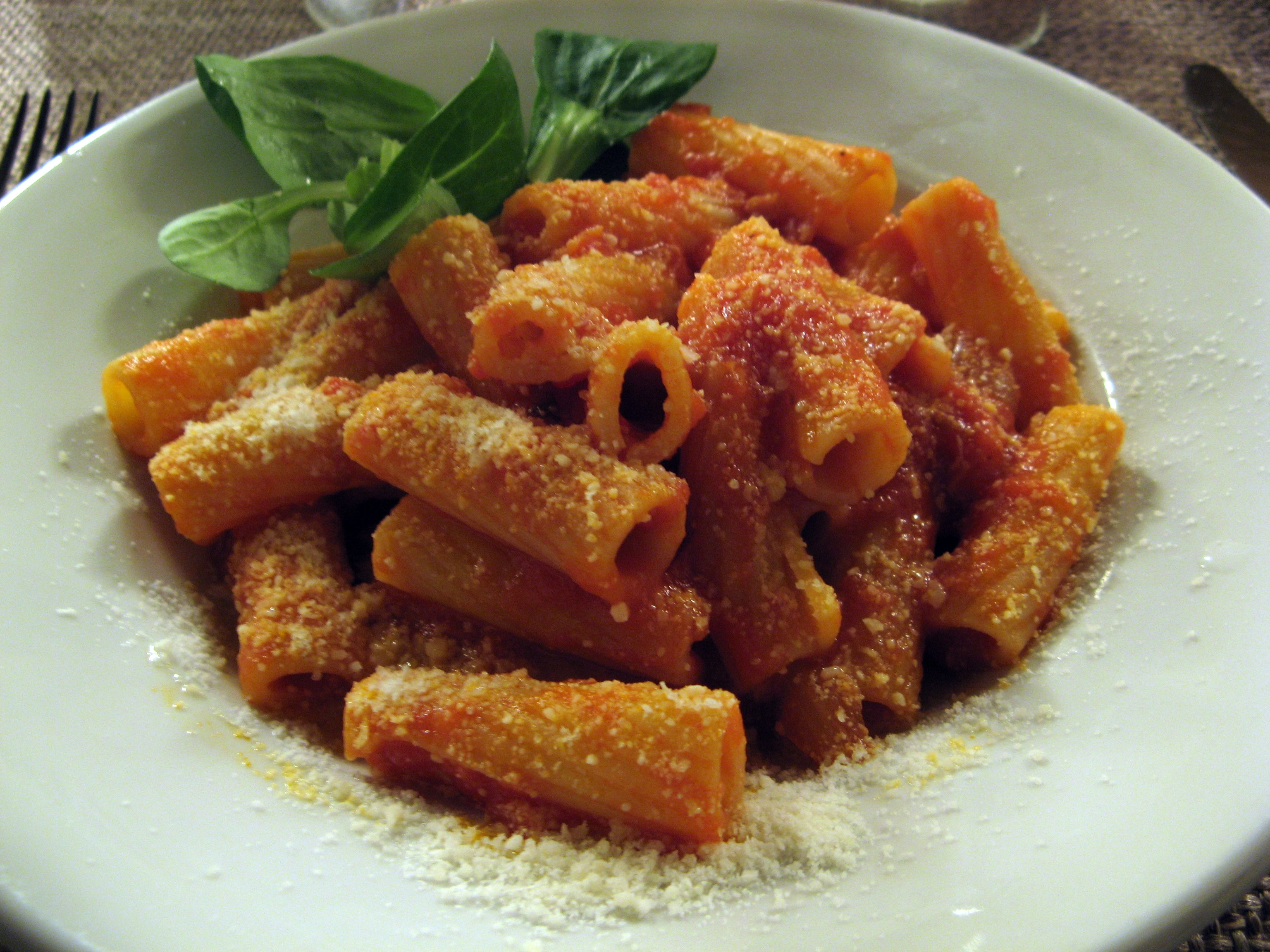
Maccheroni alla Amatriciana

Amatrice è famosa per il sugo all'amatriciana, che ha reso impropriamente celebre la cucina romana nel mondo e con il quale si condiscono spaghetti, vermicelli o bucatini. Originariamente il sugo veniva preparato dai pastori con gli ingredienti a loro disposizione sulle montagne quando seguivano al pascolo le loro greggi. Gli ingredienti erano: guanciale a cubetti o fettine sottilissime, pecorino e spaghetti, piatto che veniva tradizionalmente chiamato "unto e cacio". Successivamente, con l'arrivo del pomodoro dalle Americhe, nel XVIII secolo la ricetta fu ingentilita con l'aggiunta di pomodoro e pochissimo olio d'oliva. La diffusione su scala nazionale si ebbe nell'Ottocento quando molti amatriciani emigrarono a Roma a causa della crisi della pastorizia e trovarono occupazione nel campo della ristorazione facendo conoscere il piatto tipico dei loro avi: l'amatriciana.
Il primo storico ristorante amatriciano fu inaugurato a Roma nel 1860 da Luigi Sagnotti con il nome de Il Passetto, così chiamato poiché attraverso il ristorante si poteva passare dal vicolo del passetto a piazza Navona.

Alla conoscenza su scala nazionale della ricetta dell'"amatriciana" contribuì anche l'attore Aldo Fabrizi che ne parlò spesso durante le sue trasmissioni radiofoniche e televisive. Ancora oggi nei menù dei ristoranti si trovano le due ricette: la tradizionale detta comunemente anche gricia e quella con la salsa di pomodoro. In molti ristoranti si trova una ricetta errata che fa uso di pancetta (al posto del guanciale), cipolla e olio d'oliva. 
Amatrice tuttavia deve la sua gloria gastronomica ad una tradizione antica; tanto profonda era questa tradizione, che Amatrice divenne la città dei cuochi dei Papi. Elemento fondante della sua scuola erano e sono le qualità degli ingredienti primari: la carne di primissimo livello, grazie ai pascoli abbondanti dei Monti della Laga, i formaggi conseguenti e l'acqua, di cui è ricco il territorio amatriciano.
Lo storico Hotel Roma di Amatrice, considerato il "tempio" dell'amatriciana autentica, era uno dei simboli della città, ma è stato distrutto dal terremoto del 2016.

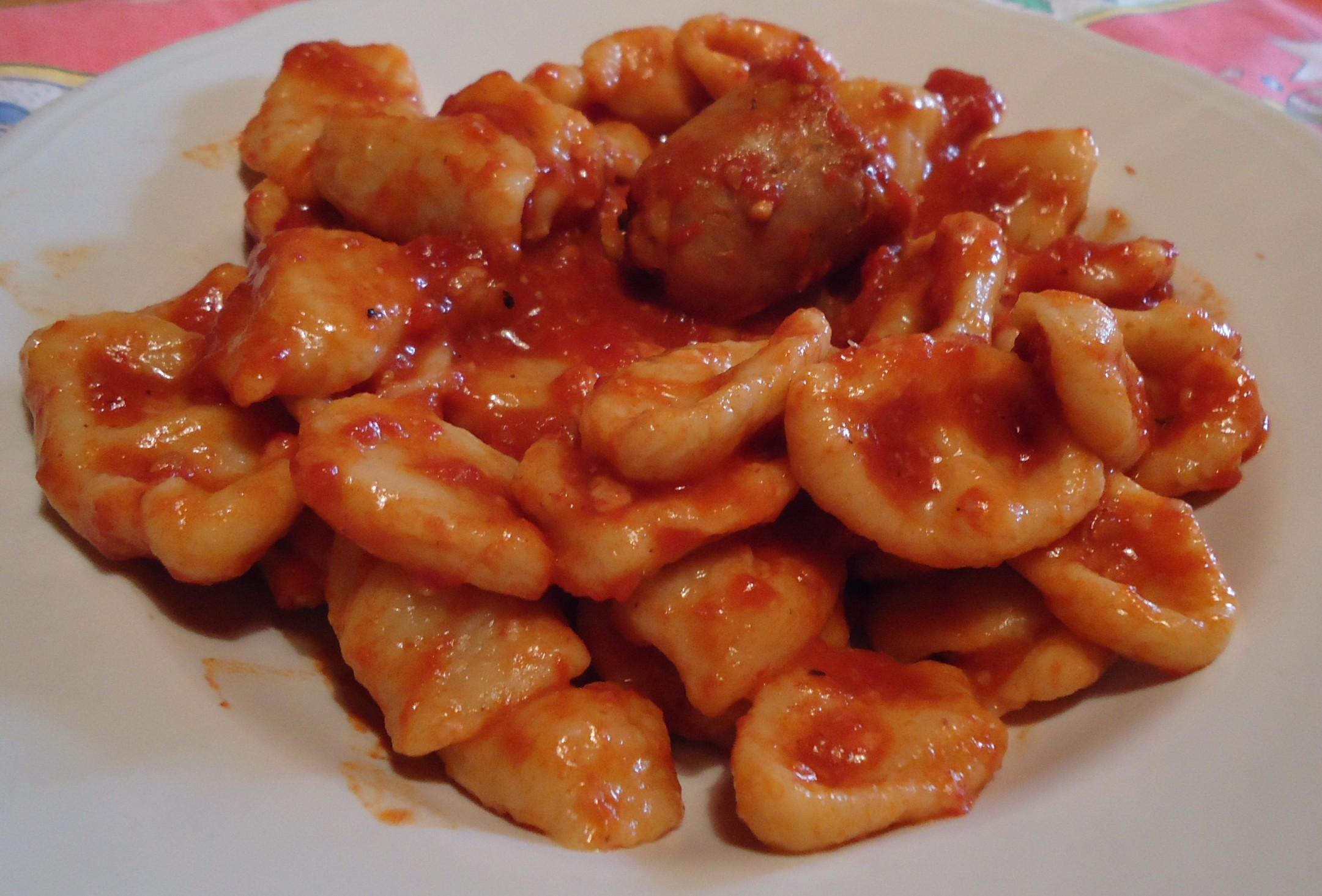
Gnocchi ricci
Gli gnocchi ricci sono un'altra specialità tipica di Amatrice, ma molto meno nota rispetto l'amatriciana. Sono gnocchi realizzati con acqua, farina e uova, a cui viene dato il caratteristico riccio schiacciandoli con le dita. Tipici della cittadina e poco conosciuti nelle frazioni, sono stati tramandati di generazione in generazione e vengono considerati il piatto più antico della gastronomia amatriciana.

## Geografia antropica

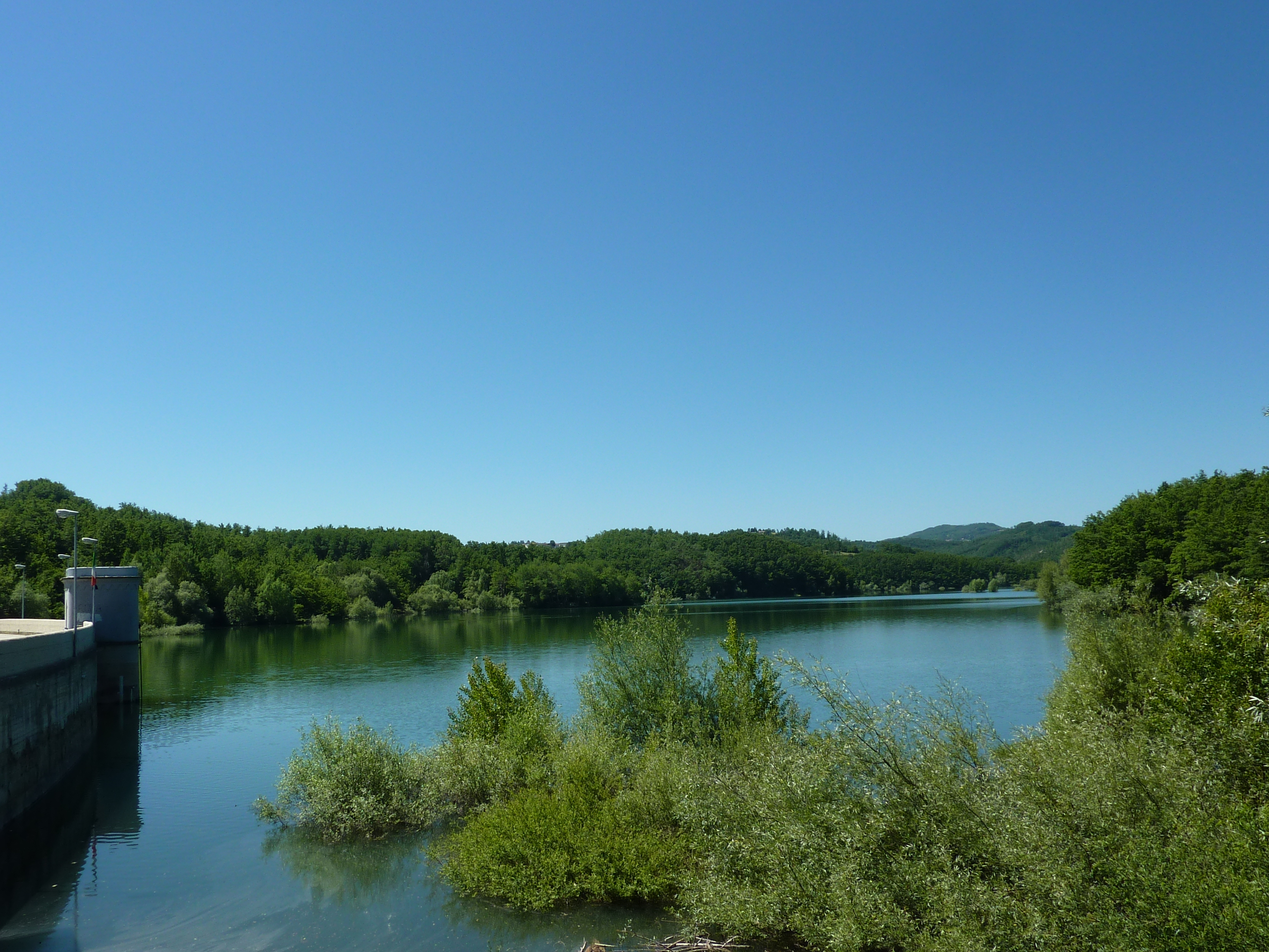
Il lago artificiale di Scandarello

### Frazioni
Aleggia, Bagnolo, Capricchia, Casale, Casale Bucci, Casale Nadalucci, Casalene, Casale Nibbi, Casali della Meta, Cascello, Castel Trione, Collalto, Collecreta, Collegentilesco, Collemagrone, Collemoresco, Collepagliuca, Colletroio, Colli, Conche, Configno, Cornelle di Sopra, Cornelle di Sotto, Cornillo Nuovo, Cornillo Vecchio, Cossara, Cossito, Crognale, Domo, Faizzone, Ferrazza, Filetta, Fiumatello, Francucciano, Forcelle, Moletano, Musicchio, Nommisci, Osteria della Meta, Pasciano, Patàrico, Petrana, Pinaco Arafranca, Poggio Castellano, Poggio Vitellino, Prato, Preta, Retrosi, Rio, Roccapassa, Rocchetta, Saletta, San Benedetto, San Capone, San Giorgio, San Lorenzo a Pinaco, San Martino, Santa Giusta, Sant'Angelo, San Tomasso, Saletta, Scai, Sommati, Torrita, Torritella, Varoni, Villa San Cipriano, Villa San Lorenzo a Flaviano, Voceto.

## Infrastrutture e trasporti

### Strade

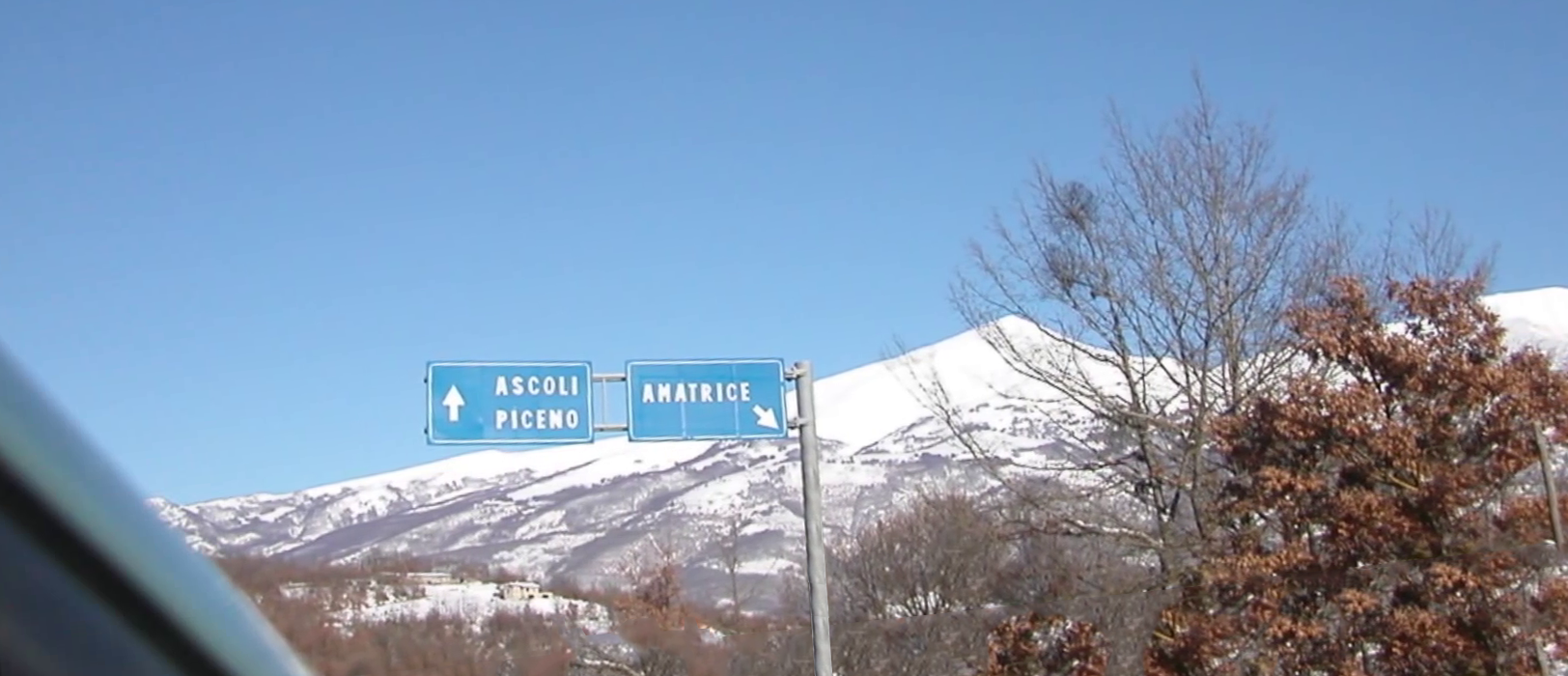
Lo svincolo di Amatrice sulla strada statale Salaria

La principale infrastruttura a servizio del comune è la Strada statale 4, l'antica Via Salaria, che in seguito a lavori effettuati negli anni Settanta è stata trasformata per buona parte in strada a scorrimento veloce; l'arteria collega il comune da un lato a Roma e Rieti, e dall'altro alle Marche, con Ascoli Piceno e San Benedetto del Tronto.
Dall'Abruzzo è raggiungibile attraverso il confinante comune di Campotosto, per mezzo della strada statale 577, o da quello di Montereale, tramite la SS 260 Picente che per un breve tratto è a scorrimento veloce ed è il collegamento più agevole verso L'Aquila e l'autostrada A24. Dall'Umbria la cittadina è raggiungibile attraverso la SS 685 delle Tre Valli Umbre, che si dirama dalla Salaria all'altezza di Arquata del Tronto.

### Ferrovie
Amatrice non è servita da alcuna linea ferroviaria; la cittadina avrebbe dovuto essere collegata dalla ferrovia Salaria (Roma-Rieti-Ascoli Piceno-San Benedetto del Tronto), che fu più volte progettata sin dalla fine dell'Ottocento, ma per problemi economici e burocratici non arrivò mai a essere realizzata.

## Amministrazione

Il gonfalone comunale

Nel 1927, a seguito del riordino delle circoscrizioni provinciali stabilito dal regio decreto n. 1 del 2 gennaio 1927, per volontà del governo fascista, quando venne istituita la provincia di Rieti, Amatrice passò dalla provincia dell'Aquila a quella di Rieti.
| Periodo        | Periodo        | Primo cittadino    | Partito                         | Carica      | Note                   |
| -------------- | -------------- | ------------------ | ------------------------------- | ----------- | ---------------------- |
| 9 giugno 1980  | 6 maggio 1990  | Luigi Bucci        | Partito Socialista Italiano     | Sindaco     |                        |
| 7 maggio 1990  | 23 aprile 1995 | Antonio Serva      | Democrazia Cristiana            | Sindaco     |                        |
| 24 aprile 1995 | 14 giugno 1999 | Antonio Fontanella | Lista civica                    | Sindaco     |                        |
| 13 giugno 1999 | 13 giugno 2004 | Antonio Fontanella | Lista Civica                    | Sindaco     |                        |
| 13 giugno 2004 | 7 giugno 2009  | Carlo Fedeli       | Lista civica                    | Sindaco     |                        |
| 7 giugno 2009  | 26 maggio 2014 | Sergio Pirozzi     | Lista civica                    | Sindaco     |                        |
| 26 maggio 2014 | 4 maggio 2018  | Sergio Pirozzi     | Lista Civica Viva Amatrice Viva | Sindaco     | Decadenza del sindaco. |
| 4 maggio 2018  | 27 maggio 2019 | Filippo Palombini  | Lista civica                    | Vicesindaco |                        |
| 27 maggio 2019 | 25 marzo 2021  | Antonio Fontanella | Lista civica                    | Sindaco     | Deceduto in carica.    |
| 25 marzo 2021  | 4 ottobre 2021 | Massimo Bufacchi   | Lista civica                    | Vicesindaco |                        |
| 4 ottobre 2021 | in carica      | Giorgio Cortellesi | Lista civica                    | Sindaco     |                        |

Fonte: Ministero dell'Interno

### Gemellaggi
- Ostia Antica
- Montorio al Vomano
- Potenza
- Ascoli Piceno
- Chiusi della Verna, dal 2017[31]

### Altre informazioni amministrative
Amatrice fa parte della Comunità montana del Velino.

## Sport

### Calcio
- A.S.D. Amatrice (colori sociali rosso e blu) che nel campionato 2019-2020 ha partecipato al campionato maschile di Promozione.[32]

### Pallavolo
ASD Amatrice Volley, militante nel Campionato Provinciale di 2ª divisione a Roma.

### Podismo
Amatrice è stata il luogo di partenza della corsa podistica Amatrice-Configno, della lunghezza di 8,4 km che si è tenuta ininterrottamente dal 1978 al 2017 e a cui, negli anni, hanno partecipato numerosi campioni olimpici e maratoneti primatisti mondiali tra cui Gelindo Bordin (3 ori e 2 bronzi negli anni '80 in questa competizione), Alberto Cova, Stefano Baldini, Stephen Kosgei Kibet ed Ezekiel Kemboi, oro nel 2010 e 2013.